# Vincent Mangano

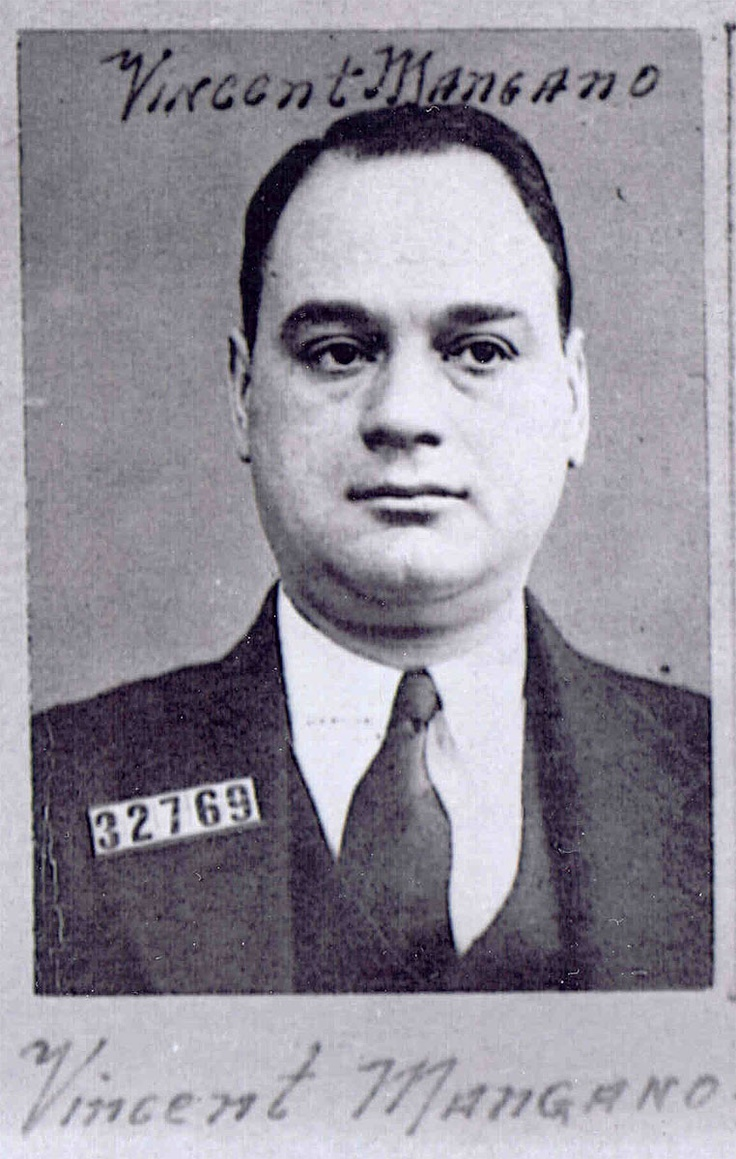
Vincent Mangano (1931)

Vincent Mangano (italienisch Vincenzo Mangano, sizilianisch Vicenzu Mangano; * 28. März 1888 in Villabate auf Sizilien; † 19. April 1951 in New York City) war ein führendes Mitglied der Cosa Nostra in New York. Er war Oberhaupt der Gambino-Familie, die zeitweise das Schutzgeldgeschäft in den Docks und Hafenanlagen der Stadt kontrollierte. 1951 wurde er offenbar Opfer einer Lupara bianca und verschwand spurlos.

## Leben
Mangano kam laut Berichten wahrscheinlich 1922 zusammen mit seinem Vater Gaetano sowie Joseph Profaci, Oberhaupt der späteren Colombo-Familie, in die Vereinigten Staaten von Amerika.
Vincent hatte mit Philip Mangano und Lawrence Mangano noch zwei Brüder, die in Chicago tätig waren, zu denen auch Venero „Benny Eggs“ Mangano gehörte, der später für die Genovese-Familie arbeitete.
Was die Höhe der Einnahmen betraf, war Vincent sozusagen der Haupternährer der „Familie“; er und seine Komplizen erhoben im Prinzip Schutzgeld auf Waren von allen Speditionen und Schifffahrtsgesellschaften, welche diese verschiffen oder anlanden wollten.
Außerdem verlangten sie eine De-facto-„Tagesgebühr“ von jedem Hafenarbeiter, der in den Docks arbeitete. Durch diesen intensiven Kontakt mit den Hafenarbeitern und den Spediteuren war Mangano immer bestens informiert, wann welche Ladung mit welchem Schiff eintraf und konnte so entscheiden, ob es nicht sogar lohne, diese zu stehlen.
Die Kontrolle hatte Mangano gewonnen, da am 25. Januar 1925 die Anführer der irischen White Hand Gang ermordet wurden und er danach die Kontrolle des Stadtteils Red Hook in Brooklyn mit seiner Waterfront übernehmen konnte.
Zusammen mit dem Vizepräsidenten der „International Longshoremen's Association“ Emil Camarda gründete Mangano den City Democratic Club, welcher US-amerikanischen Interessen dienen sollte. Der Club fungierte aber eher als vordergründiges Aushängeschild; im Hinterzimmer wurde vor allem illegalen Aktivitäten nachgegangen. Insbesondere fanden regelmäßige Treffen von Mitgliedern der Murder, Inc. statt, die damals gegen Bezahlung Mordaufträge ausführte. Philip Mangano war ebenso häufig anwesend in diesen Versammlungen wie der Unterboss Albert Anastasia.
Die Zusammenarbeit mit Anastasia war nicht konfliktfrei, da diesem der Arbeitsstil anderer Größen wie Lucky Luciano, Frank Costello und Louis Buchalter näher lag, als die Old School von Vincent Mangano, der noch den klassischen Mafiaregeln anhing und eher noch ein sogenannter Mustache Pete war. So hätte Anastasias Zusammenarbeit mit einer anderen der Fünf Familien eigentlich der Erlaubnis von Mangano bedurft und damit wurde wohl der Grundstein eines jahrelang schwelenden Konflikts zwischen den beiden gelegt.
Am 19. April 1951 wurde Manganos Bruder Philip nahe Sheepshead Bay in Brooklyn ermordet aufgefunden. Von Vincent Mangano selbst fehlt seitdem bis heute jede Spur.

## Folgen
Die Motivlage für die Ermordung bleibt bis heute unklar. Anastasia überzeugte jedenfalls (so Frank Costello) die Oberhäupter der anderen Familien (Bonanno, Colombo, Genovese, Lucchese) von New York City davon, dass er nur seiner eigenen Ermordung zuvorgekommen sei.
Diese akzeptierten auch die Nachfolge von Anastasia als Oberhaupt der Gambino-Familie.